# Crévic
Crévic est une commune française située dans le département de Meurthe-et-Moselle en région Grand Est.

## Géographie

### Localisation
Le territoire de la commune est limitrophe de 6 communes.
| Haraucourt   |        | Drouville |
| Sommerviller | Crévic | Maixe     |
| Flainval     |        | Anthelupt |

Crévic peut être divisé en trois grandes zones distinctes, séparées de quelques centaines de mètres : le cœur du village, le hameau Grandvezin (ancienne commune indépendante) et la rue Bénatange (également appelée « les Rouges-Terres »).

### Hydrographie
La commune est dans le bassin versant du Sânon, au sein du bassin versant du Rhin et plus globalementdu bassin Rhin-Meuse. Elle est drainée par le canal de la Marne au Rhin, le ruisseau le Moulnot, le ruisseau le Vignale et le Sânon,.
Le canal de la Marne au Rhin, long de 293 km et comportant 178 écluses à l'origine, relie la Marne (à Vitry-le-François) au Rhin (à Strasbourg). Par le canal latéral de la Marne, il est connecté au réseau navigable de la Seine vers l'Île-de-France et la Normandie.

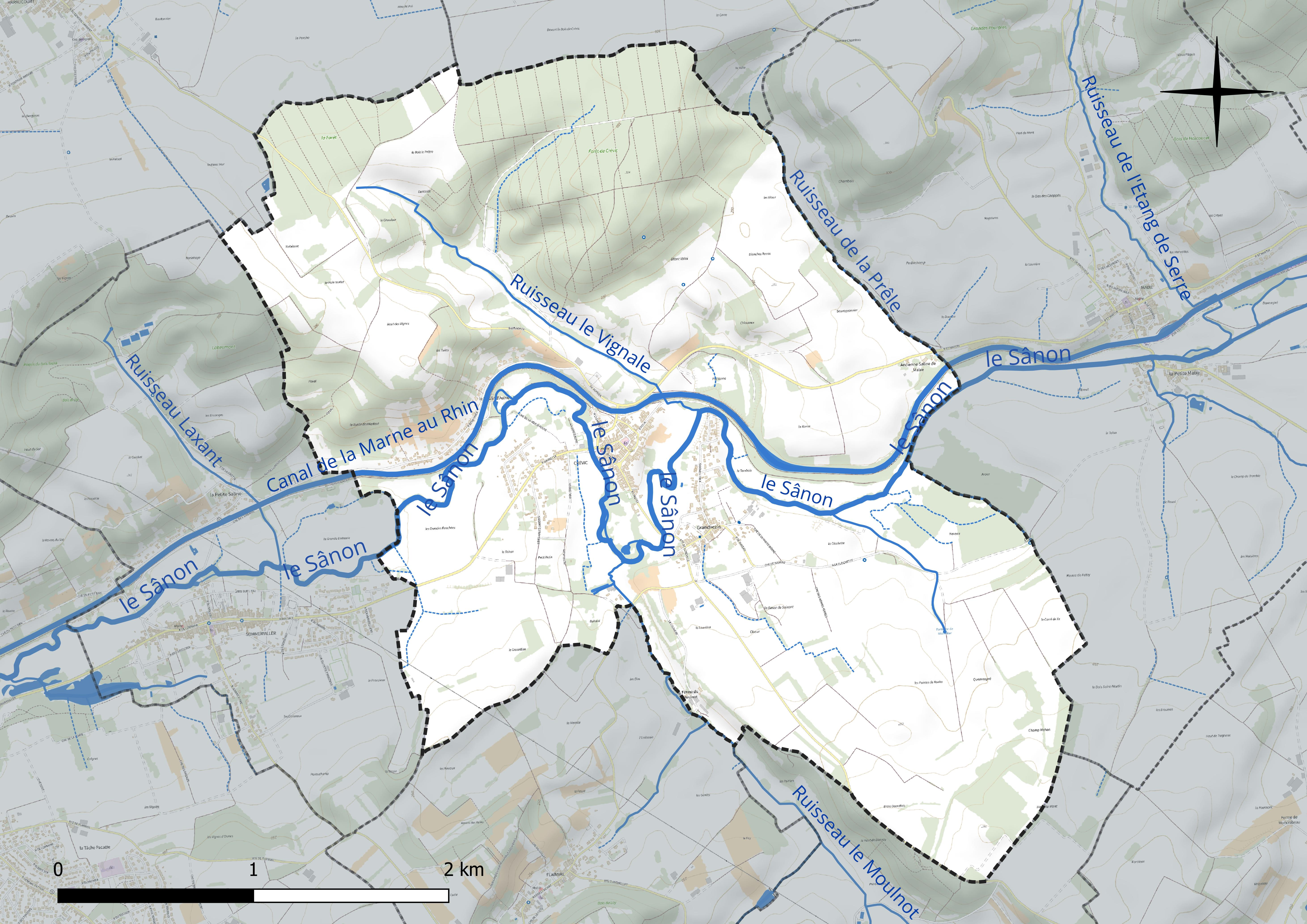
Réseau hydrographique de Crévic.

### Climat
Pour des articles plus généraux, voir Climat du Grand Est et Climat de Meurthe-et-Moselle.
En 2010, le climat de la commune est de type climat océanique dégradé des plaines du Centre et du Nord, selon une étude du Centre national de la recherche scientifique s'appuyant sur une série de données couvrant la période 1971-2000. En 2020, Météo-France publie une typologie des climats de la France métropolitaine dans laquelle la commune est exposée à un climat semi-continental et est dans la région climatique  Lorraine, plateau de Langres, Morvan, caractérisée par un hiver rude (1,5 °C), des vents modérés et des brouillards fréquents en automne et hiver.
Pour la période 1971-2000, la température annuelle moyenne est de 9,8 °C, avec une amplitude thermique annuelle de 17 °C. Le cumul annuel moyen de précipitations est de 782 mm, avec 11,2 jours de précipitations en janvier et 9,2 jours en juillet. Pour la période 1991-2020, la température moyenne annuelle observée sur la station météorologique de Météo-France la plus proche, « Nancy-Essey », sur la commune de Tomblaine à 15 km à vol d'oiseau, est de 11,0 °C et le cumul annuel moyen de précipitations est de 746,3 mm. 
La température maximale relevée sur cette station est de 40,1 °C, atteinte le 24 juillet 2019 ; la température minimale est de −24,8 °C, atteinte le 21 février 1956,,.
Les paramètres climatiques de la commune ont été estimés pour le milieu du siècle (2041-2070) selon différents scénarios d'émission de gaz à effet de serre à partir des nouvelles projections climatiques de référence DRIAS-2020. Ils sont consultables sur un site dédié publié par Météo-France en novembre 2022.

## Urbanisme

### Typologie
Au 1er janvier 2024, Crévic est catégorisée ceinture urbaine, selon la nouvelle grille communale de densité à sept niveaux définie par l'Insee en 2022.
Elle est située hors unité urbaine. Par ailleurs la commune fait partie de l'aire d'attraction de Nancy, dont elle est une commune de la couronne,. Cette aire, qui regroupe 353 communes, est catégorisée dans les aires de 200 000 à moins de 700 000 habitants,.

### Occupation des sols
L'occupation des sols de la commune, telle qu'elle ressort de la base de données européenne d’occupation biophysique des sols Corine Land Cover (CLC), est marquée par l'importance des territoires agricoles (73,4 % en 2018), en diminution par rapport à 1990 (74,7 %). La répartition détaillée en 2018 est la suivante : 
terres arables (34,5 %), prairies (30,5 %), forêts (22,1 %), cultures permanentes (4,7 %), zones urbanisées (4,5 %), zones agricoles hétérogènes (3,7 %). L'évolution de l’occupation des sols de la commune et de ses infrastructures peut être observée sur les différentes représentations cartographiques du territoire : la carte de Cassini (XVIIIe siècle), la carte d'état-major (1820-1866) et les cartes ou photos aériennes de l'IGN pour la période actuelle (1950 à aujourd'hui).

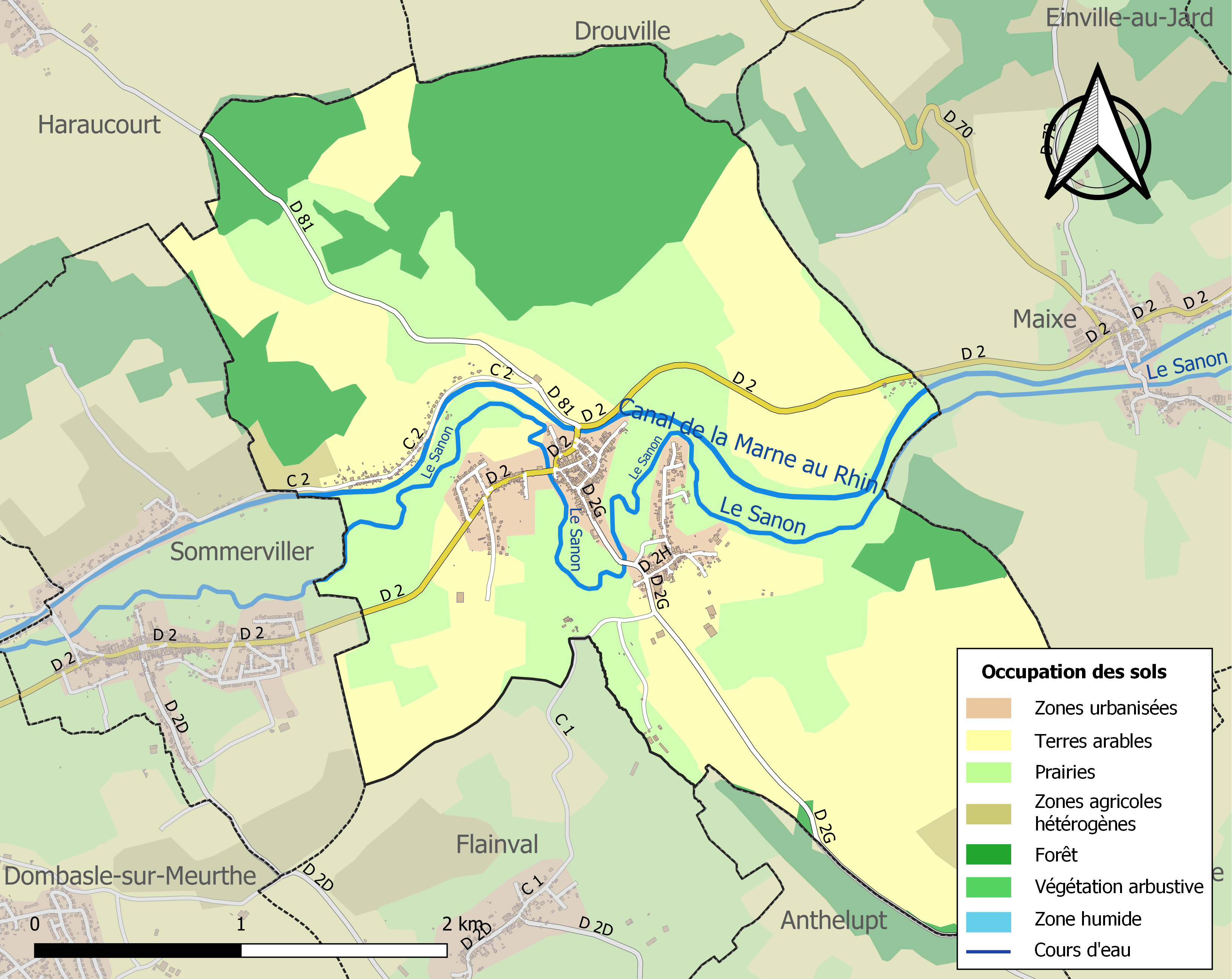
Carte des infrastructures et de l'occupation des sols de la commune en 2018 (CLC).

## Toponymie
Au cours de son histoire, le village a été désigné sous les formes : in Curvico (vers 950) ; Curvi (Alodium apud Curvi) (1152) et Crevy (1502) ; Crévi (1594), Crévy sur la carte géographique des Naudin. La graphie actuelle apparaît pour la première fois en 1862. 
 Du latin curvus et vicus « village courbe ». Le village ancien étant construit sur la rive du Sânon, c'est à ce dernier que Crévic doit sa forme initiale en courbes.

### Ancienne prononciation
En 2020, on entendait encore des personnes âgées prononcer Crévi, laissant le [c] final muet. C'est la forme orale ultime du toponyme dans le dialecte local.

## Histoire
En 1388, le prieur de Léomont acense aux habitants de Grand-Vezin et à un habitant de Crévic une prairie appelée le pré des moines sise sous le Petit-Vezin (village disparu).  
Il existe des actes de reprises sans date de la seigneurie de Crévic par Mathieu de Lucy. Les suivants sont assez tardifs. On trouve un acte en faveur de Jean de Thuillières, sieur de Montjoie, en 1551 et noble Guerard en 1613.
En 1661 par suite de la Guerre de Trente ans et de la peste, le ban de Crévic ne compte plus que 20 ménages. En 1768, ils sont 99.
Sous l'Ancien Régime, Crévic était le chef-lieu d'une seigneurie appelée le ban de  Crévic. Elle était composée de Crévic, Grandvezin, Anthelupt en partie, Flainval, Hudiviller et Sommerviller. Au début du XVIIIe siècle, elle appartient au chapitre de Remiremont qui avait ses officiers locaux devant lesquels sont portées les affaires judiciaires de première instance. Les appels sont porté devant le buffet du chapitre et en dernière instance devant la cour souveraine de Lorraine. 
Dans une déclaration de 1738, les habitants disent jouirent sans titre de 423 arpents et demi de bois taillis en indivis pour un tiers avec les habitants de Grandvezin et selon un acte de partage datant du 7 juin 1724. 
En sus de la multitude d'impôts divers et de corvées, les habitants doivent au seigneur 3 sous annuels pour le droit appelé la jette au mouton. Henri Lepage ne donne aucune explication sur ce droit. 

Sur le plan religieux, la communauté dépendait au Moyen Âge du doyenné de Port et du diocèse de Toul. 
Pendant la Révolution Française, Crévic fut en 1790, le chef-lieu d'un canton comprenant les communes d'Anthelupt, Courbesseaux, Drouville, Flainval, Hudiviller, Maixe et Sommerviller.
Au XIXe siècle, Crévic était encore une importante commune viticole mais cette activité a commencé à décliner à partir de 1850.

### Première Guerre Mondiale
La bataille de la trouée de Charmes du 24 au 26 août 1914 s'est déroulée dans les environs de Crévic, notamment dans le Bois de Crévic, au nord du village dont une grande partie fut bombardée au cours de ces combats.
Le 29 novembre 1914, Monsieur Raymond Poincaré, président de la République visite les communes les plus durement touchées par la guerre et fait une halte à Crévic.
Le 21 juin 1921, Monsieur Dior, ministre du commerce et désigné par le gouvernement, remet la croix de guerre à la commune de Crévic.

### Les anciens moulins

#### Le Moulnot
Il a été construit en 1602 sur le ruisseau du même nom et a d'abord appartenu par moitié à la communauté de Crévic et par moitié au chapitre de l'abbaye de Remiremont. Il n'avait plus d'activité de mouture avant la fin du XIXe siècle.

#### Le moulin de Heurtel
C'était un moulin propriété des seigneurs de Crévic et construit sur le Sânon, en annexe de ce que les habitants appellent le château. Il n'avait plus d'activité de mouture avant la fin du XIXe siècle.

#### Moulin et seigneurie d'Aulnes

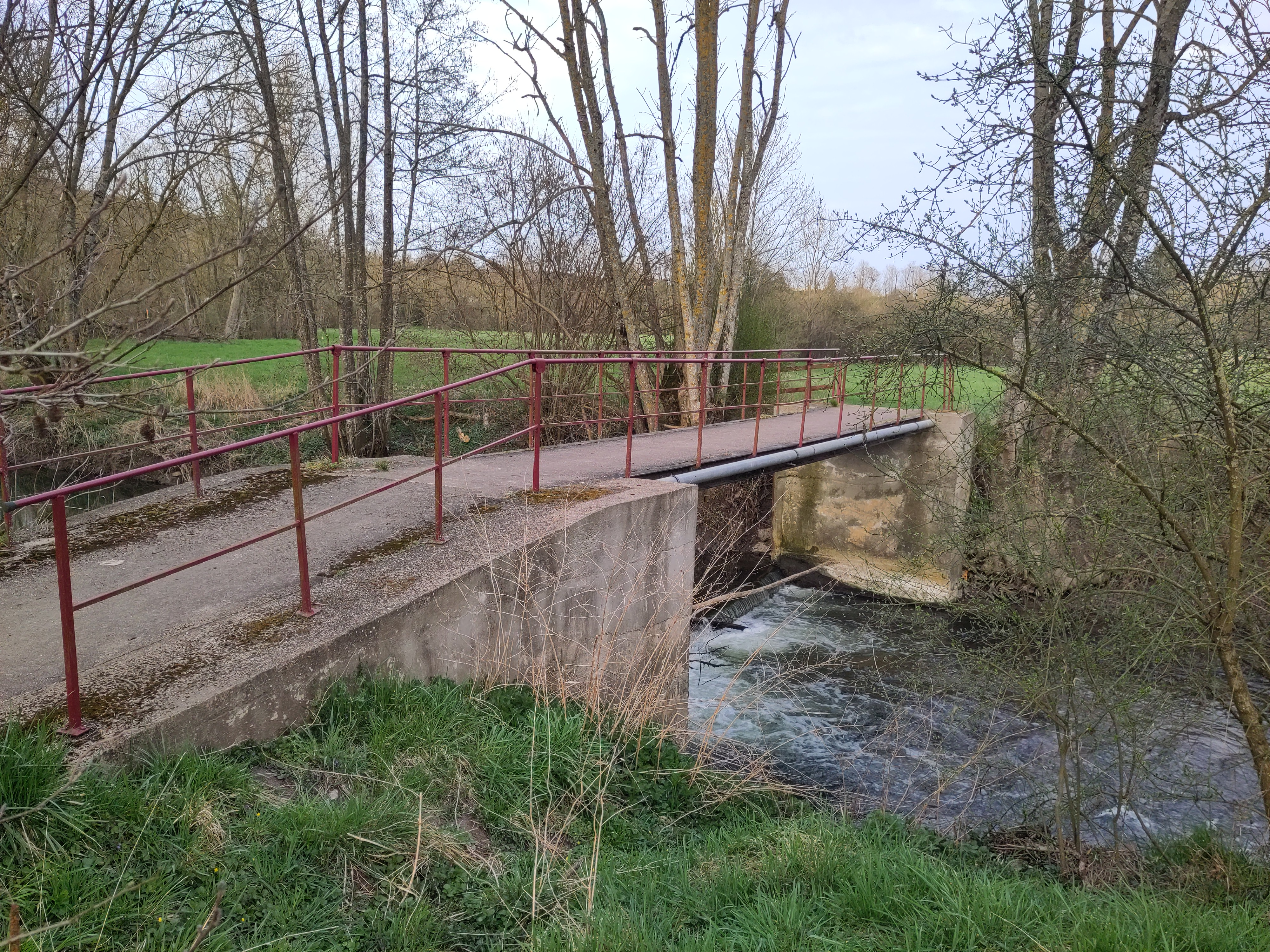
Passerelle sur le Sânon conduisant au moulin d'Aulne

Situé sur la Sânon près des cités Bénatange, ce moulin est mentionné dès la fin du Moyen Âge. En 1558, le receveur général de Lorraine consent un avantage fiscal de 921 francs au châtelain et receveur d'Einville pour ce qu'il a déboursé en réparation des moulins et batans estans sous les vignes de Crevy appelé le moulin d'Aulnes.
Le 11 mars 1616, le trésorier général de Lorraine vend les trois quarts et trois sixièmes de ce moulin au duc Henri. Le 2 juillet de la même année, le duc de Lorraine fait don de cette acquisition à Charles Henri. Ce dernier devient ainsi seigneur d'Aulnes comme déclaré dans les réversales qu'il fournit en 1617. Le moulin était encore en activité à la fin du XIXe siècle.   

### Exploitation du sel
Plusieurs salines se sont installées au XIXe siècle sur le territoire et sur les communes voisines. En 1913 et à cause des désordres provoqués par les affaissements miniers, la société exploitant la mine de Crévic entame des démarches administratives pour arrêter son activité locale et la déplacer à Drouville.

### Poste de douane
En 1872, à la suite de la guerre de 1870, le traité de Francfort a ramené la frontière allemande à environ 15 km au Nord-Est de Crévic. Le dispositif douanier s'étendait en arrière de la frontière sur l'étendue du rayon des douanes soit environ 20 km. C'est très probablement à ce titre qu'un nombre important de douaniers sont recensés comme habitants de  Drouville entre 1872 et 1881. La monographie de Crévic indique que le poste de douane de Drouville est transféré à Crévic en 1882. Leur présence est confirmée dans les recensements des années suivantes. En 1887, monsieur Thomassin capitaine des douanes à Crévic est nommé à Lunéville. En septembre 1913 a lieu à Crévic une cérémonie de remise de décoration au brigadier des douanes, monsieur Maréchal.

### Bureau de postes
Un poste de facteur-receveur est mis en service le 16 avril 1907. Son activité est limité à la commune de Crévic. Le 31 octobre 1925, la construction du bureau de postes et mise en adjudication.

### Les ponts

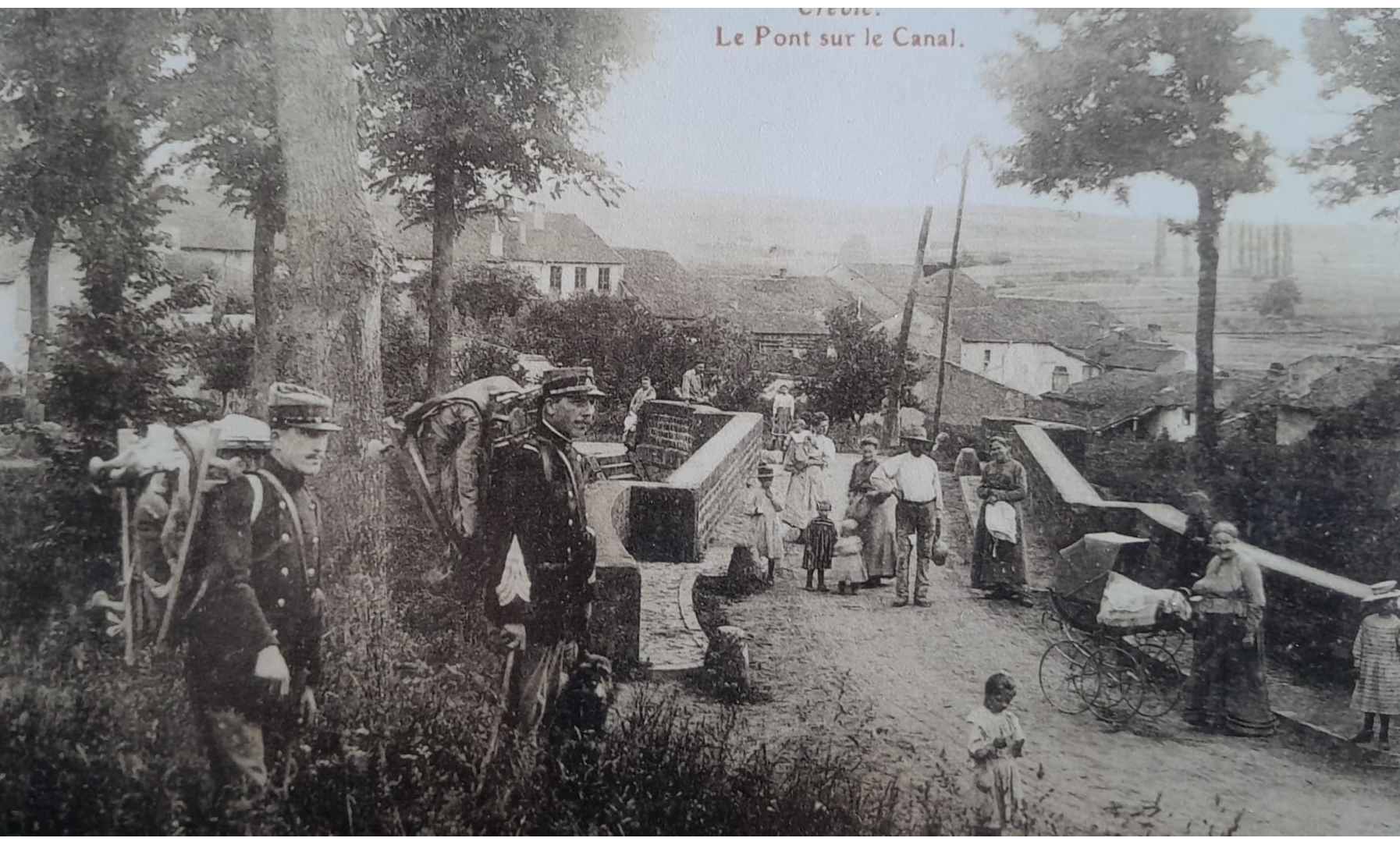
Rue Jeanne d'Arc, premier pont sur le canal ; au 1er plan des douaniers du bureau de Crévic

La position du village historique sur la rive droite du Sânon a nécessité la construction et l'entretien de moyens de franchissement de cette rivière. C'est ainsi qu'en juin 1830 est mis en adjudication la reconstruction d'un pont sur le Sânon et la réparation d'un autre. Plus tard la construction du canal de Marne au Rhin constitua un autre obstacle à franchir. Le Sânon est traversé par les ponts de la rue Gambetta et en aval, par le pont de la rue de Derrière la Ville. Le canal fut d'abord équipé d'un pont vers Haraucourt.
Initialement, la route de Maixe démarrait à l’extrémité Est de la rue Foch. Un pont étroit avait été créé à cet endroit pour franchir le canal. À cette époque, il n'était pas possible de rejoindre Maixe depuis le pont de la rue Jeanne d'Arc car le ruisseau du Vignal qui descend des collines au Nord du village pour se jeter dans le Sânon faisait barrage et ne possédait pas de pont.

#### Le pont sur le ruisseau du Vignal
Pendant la Première Guerre mondiale et après les violents combats du bois de Crévic, l'Armée voulait faire passer de lourds convois depuis Haraucourt jusqu'à Maixe via Crévic, ce qui était impossible à cause du ruisseau du Vignal infranchissable et du pont sur le canal à Crévic à la fois trop étroit et trop faible. Il en était de même depuis Dombasle-sur-Meurthe en direction de Maixe. Le Génie entreprend alors la construction d'un pont sur le ruisseau du Vignal qui permettra la liaison Haraucourt-Maixe sans entrer dans Crévic. Cet ouvrage est très important et fut probablement long à réaliser car il s'agit plutôt d'un tunnel. Il passe sous la route départemental D2, sous le canal de la Marne au Rhin et sous la chaussée de la rue Foch comme le montre la carte de Géoportail. Parmi les sapeurs du Génie, on compte alors de nombreux travailleurs venus des colonies africaines. C'est la raison pour laquelle, dans le langage vernaculaire de l'époque, le pont sur le Vignal fut nommé « le pont des négros ».

#### Le pont sur le canal, rue Jeanne D'Arc
Le pont initial de la rue Jeanne D'Arc ne convenait pas non plus aux besoins de l'Armée. Il fut d'abord doublé par un ouvrage mieux adapté, côté Est. Le pont initial fut ensuite détruit. En 1944, le nouveau pont est détruit à son tour par les Allemands qui voulaient stopper l'avancée des forces alliées. Il fut reconstruit seulement en 1952.

### Routes et chemins
En juin 1895, la commission départementale accepte la proposition de déclassement du chemin vicinal de Crévic à Gellenoncourt.

## Politique et administration
| Période                                  | Période             | Identité                  | Étiquette | Qualité |
| ---------------------------------------- | ------------------- | ------------------------- | --------- | --- |
| Les données manquantes sont à compléter. |                     |                           |           | |
| Avant août 1816                          | après décembre 1824 | Nicolas-Joseph De Lalance |           | Gentilhomme sous l'ancien régime neveu par son épouse de Mathieu de Dombasle |
| avant mai 1849                           | mai 1876            | Humbert                   |           | |
| mai 1876                                 | septembre 1887      | Simonin Royer             |           | |
| Septembre 1887                           |                     | Victor Duprey             |           | |
| avant septembre 1906                     |                     | Émile, ou Charles, Perrin |           | suspendu par le préfet pendant 1 mois en 1908 |
| 19 Janvier 1911                          |                     | Émile Georges             |           | |
| décembre 1919                            |                     | Henri Simonin             |           | |
| avant août 1933                          | après mars 1935     | Darmois                   |           | |
| avant février 1938                       |                     | Simonin                   |           | |
|                                          | avril 1944          | Charles Perette           |           | «démissionnaire d'office pour avoir fait preuve de négligences...» C'était l'un des motifs utilisés par le gouvernement de Vichy pour révoquer les maires jugés hostiles ou insuffisamment zélés |
| Mai 1953                                 | Mars 1965           | Louis Colin               |           | Agent de maîtrise à Solvay |
| Mars 1995                                | Mars 2001           | Monique Pleux             |           | |
| Mars 2001                                | Mai 2020            | Jean-Paul Henry           |           | |
| Mai 2020                                 | En cours            | Chantal Didier            |           | |

Par arrêté préfectoral de la préfecture de la région Grand-Est en date du 9 décembre 2022, la commune de Crévic a intégré l'arrondissement de Nancy au 1er janvier 2023.

## Population et société

### Démographie
L'évolution du nombre d'habitants est connue à travers les recensements de la population effectués dans la commune depuis 1793. Pour les communes de moins de 10 000 habitants, une enquête de recensement portant sur toute la population est réalisée tous les cinq ans, les populations de référence des années intermédiaires étant quant à elles estimées par interpolation ou extrapolation. Pour la commune, le premier recensement exhaustif entrant dans le cadre du nouveau dispositif a été réalisé en 2008.

En 2022, la commune comptait 944 habitants, en évolution de +4,77 % par rapport à 2016 (Meurthe-et-Moselle : −0,13 %, France hors Mayotte : +2,11 %).
| 1793 | 1800 | 1806 | 1821 | 1831 | 1836 | 1841 | 1846 | 1851 |
| ---- | ---- | ---- | ---- | ---- | ---- | ---- | ---- | ---- |
| 532  | 640  | 718  | 693  | 735  | 757  | 729  | 744  | 756  |

| 1856 | 1861 | 1872 | 1876 | 1881 | 1886  | 1891 | 1896 | 1901 |
| ---- | ---- | ---- | ---- | ---- | ----- | ---- | ---- | ---- |
| 696  | 744  | 803  | 834  | 909  | 1 056 | 919  | 922  | 907  |

| 1906 | 1911 | 1921 | 1926 | 1931 | 1936 | 1946 | 1954 | 1962 |
| ---- | ---- | ---- | ---- | ---- | ---- | ---- | ---- | ---- |
| 891  | 830  | 712  | 797  | 802  | 830  | 802  | 856  | 821  |

| 1968 | 1975 | 1982 | 1990 | 1999 | 2006 | 2008 | 2013 | 2018 |
| ---- | ---- | ---- | ---- | ---- | ---- | ---- | ---- | ---- |
| 807  | 728  | 852  | 859  | 917  | 918  | 918  | 909  | 925  |

| 2022 | - | - | - | - | - | - | - | - |
| ---- | - | - | - | - | - | - | - | - |
| 944  | - | - | - | - | - | - | - | - |

## Culture locale et patrimoine

### Lieux et monuments

#### Édifices civils
- Grosse maison de maître XIXe siècle, propriété de la famille de Lalance et passe par héritage à la famille Lyautey ; incendiée par les Allemands le 22 août 1914, elle ne fut pas reconstruite, les communs ont été réaménagés en locaux d'habitation. L'ensemble est situé au n° 18 de la rue Lyautey.
- Pont sur le Sânon, construit vers le XVIIe – XVIIIe siècle et classé monument historique par arrêté du 28 février 1984[56].
- Canal de la Marne-au-Rhin : écluse.
- Saline de Maixe construite de 1881 à 1884 par l'entreprise Perrin et Bichaton de Nancy pour la société des salines de Maixe. Passe par la suite aux mains de la Compagnie des Salins du Midi et des Salines de l'Est qui modernise considérablement les installations dans le 3e quart du XXe siècle. Les bassins de décantation et le transformateur sont construits à ce moment. Cessation de la fabrication en 1966, nombreux bâtiments détruits en 1988 et 1989. Le bureau est situé sur le territoire de Maixe de même que les stations de pompage. Le procédé Piccard (évaporation des dissolutions salées par récupération de la chaleur latente de vaporisation) y est exploité entre 1884 et 1940 ; productions annuelles en tonnes : 6984 en 1913, 5230 en 1923.

#### Édifices religieux
- Église Saint-Denis, le chevet de l'église date du XVe siècle, la nef et la tour du XVIIIe.
- Chapelle rurale dite de Notre-Dame-de-Pitié, édifiée en 1514, a été restaurée au XIXe siècle.
- Chapelle rurale dite Notre-Dame-de-la-Pitié. Les deux chapelles sont l'une à côté de l'autre.

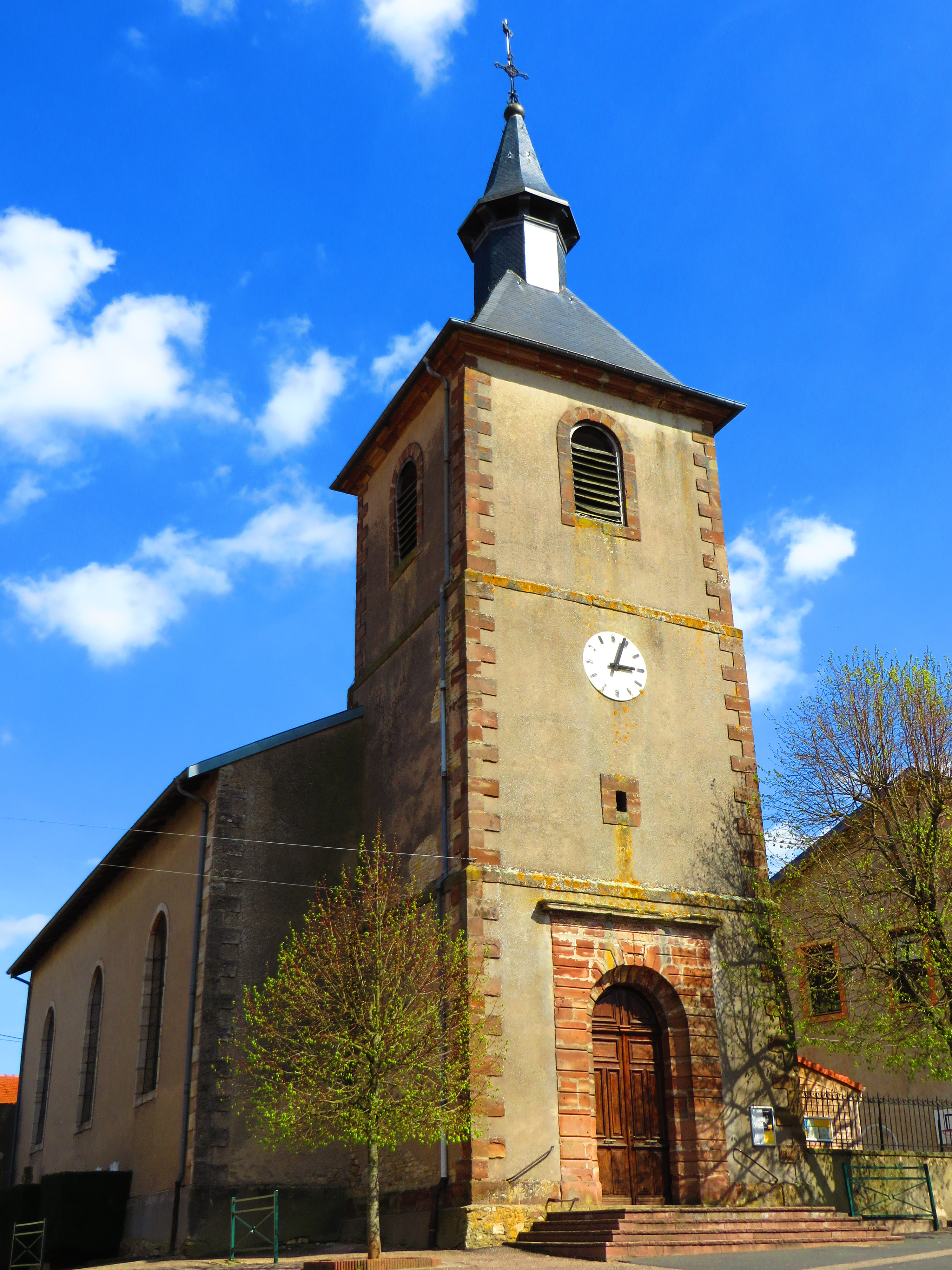
Église Saint-Denis.
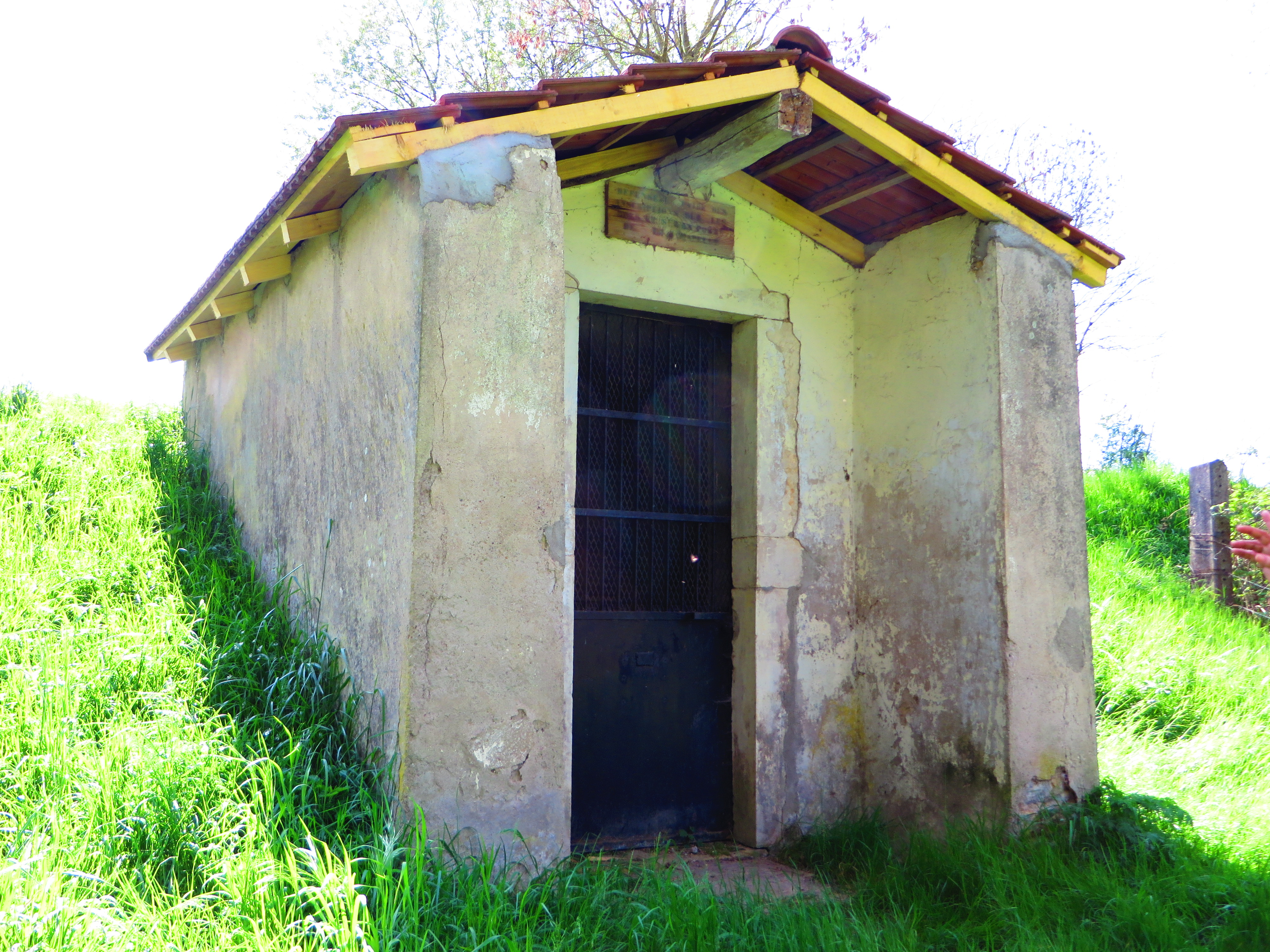
Chapelle Notre-Dame-de-Pitié.
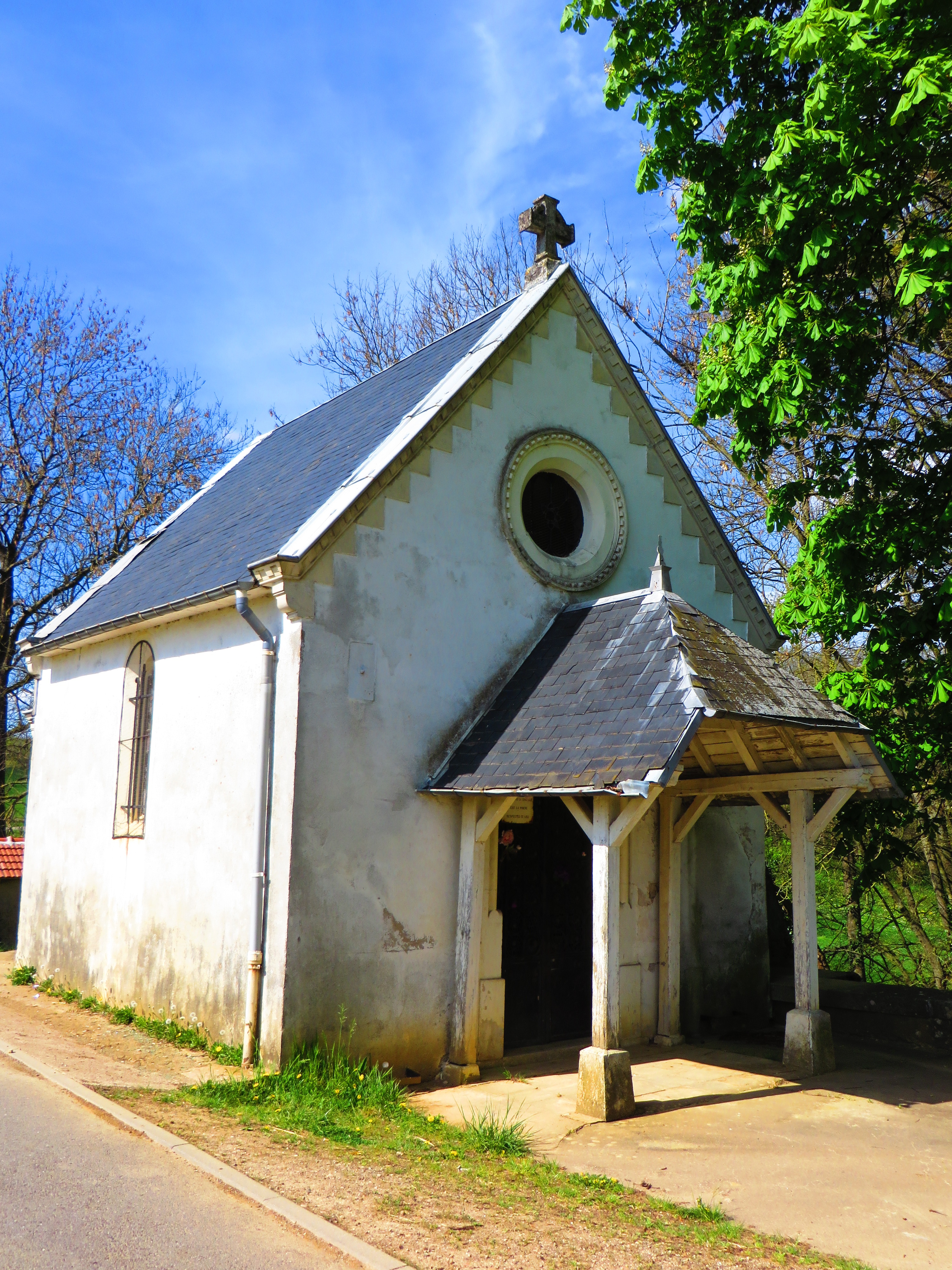
Chapelle Notre-Dame-de-la-Pitié.

### Personnalités liées à la commune
- Le maréchal Lyautey. Situé au n° 18 de la rue Lyautey, son château fut détruit par les Allemands au début la Première Guerre mondiale, ainsi qu'une grande partie du village.

### Héraldique, logotype et devise
| Blason de Crévic | Blason  | D'or à la croix de sable ; au franc-canton de gueules chargé d'une tour d'argent. Il ressemble beaucoup au blason de la famille De Feriet, anciens seigneurs de Crévic. |
| Blason de Crévic | Détails | Le statut officiel du blason reste à déterminer. |

### Blason populaire
Les habitants avaient pour sobriquet dans la langue locale les « herots » ce qui signifie les harengs et symbolise soit une nourriture frugale, soit une population pour qui la pêche est une activité importante. Cela semble avoir été le cas à Crévic où le Sânon puis le canal étaient réputés très poissonneux au moins jusqu'à la fin du XIXe siècle. Les mêmes habitants étaient également surnommés les « haut vents ». Ce dernier surnom était censé souligner la vantardise caractérisant ces habitants,,.